# Skoki (powiat radzyński)
Skoki – wieś w Polsce położona w województwie lubelskim, w powiecie radzyńskim, w gminie Czemierniki.
Wieś szlachecka położona była w drugiej połowie XVI wieku w powiecie lubelskim województwa lubelskiego. W latach 1975–1998 miejscowość należała administracyjnie do województwa bialskopodlaskiego.
Wieś stanowi sołectwo gminy Czemierniki. Według Narodowego Spisu Powszechnego z roku 2011 wieś liczyła 359 mieszkańców.
Wierni Kościoła rzymskokatolickiego należą do parafii św. Stanisława w Czemiernikach.

## Historia
Wieś szlachecka odnotowana w źródłach w XV wieku, w roku 1454 w działach występuje Jadwiga Waśkowa ze Skoków. W latach 1509–1521 wieś w kluczu Czemierniki miasto – Mikołaja Firleja z Dąbrowicy.
W drugiej połowie wieku XIX wieś włościańska w powiecie lubartowskim gminie i parafii Czemierniki. Od 1881 roku we wsi była szkoła początkowa, a także 38 osad chłopskich i 1199 mórg gruntu. Wchodziła w skład dóbr Czemierniki.

W 1827 roku spisano tu 39 domów i 234 mieszkańców.